# جیم تایلور
جیم تایلور (به انگلیسی: Jim Taylor) بازیکن فوتبال زادهٔ ۵ نوامبر ۱۹۱۷ اهل انگلستان که سابقهٔ بازی در تیم ملی فوتبال انگلستان را در کارنامهٔ خود دارد. وی در تاریخ ۹ مه ۱۹۵۱ نخستین بازی ملی خود را در مقابل تیم ملی فوتبال آرژانتین انجام داد و با حضور در ۲ بازی ملی، در تاریخ ۱۹ مه ۱۹۵۱ واپسین بازی ملی‌اش را در برابر تیم ملی فوتبال پرتغال برگزار کرد.